# Premi al millor guió (Festival de Sitges)
El Premi al millor guió és un dels premis concedits pel jurat de la secció oficial del Festival Internacional de Cinema de Catalunya al millor guió en una pel·lícula de la secció oficial del certamen.

## Guardonats
| Any  | Guionista                                                                       | Pel·lícula                                 | País                     | Referència |
| ---- | ------------------------------------------------------------------------------- | ------------------------------------------ | ------------------------ | ---------- |
| 1974 | Igaal Niddam i Yves Navarre                                                     | Le Troisième Cri                           | Suïssa                   | [ 1 ]      |
| 1975 | Alan Ormsby                                                                     | Dead of Night                              | Estats Units             | [ 2 ]      |
| 1976 | William Fruet                                                                   | Cap de setmana sagnant                     | Canadà                   | [ 3 ]      |
| 1977 | David Cronenberg                                                                | Ràbia                                      | Canadà · Estats Units    | [ 4 ]      |
| 1978 | Lamberto Bava                                                                   | Schock                                     | Itàlia                   | [ 5 ]      |
| 1979 | Ed Hunt i Barry Pearson                                                         | Plague                                     | Estats Units             | [ 6 ]      |
| 1980 | Everett De Roche                                                                | Harlequin                                  | Austràlia                | [ 2 ]      |
| 1981 | David Ambrose                                                                   | The Survivor                               | Austràlia                | [ 7 ]      |
| 1982 | Jean-Claude Romer, Jean-Pierre Mocky, Patrick Granier, Scott Baker i Suzy Baker | Litan: La Cité des spectres verts          | França                   | [ 8 ]      |
| 1983 | Michael Armstrong                                                               | La mansió de les ombres allargades         | Regne Unit               | [ 9 ]      |
| 1984 | John Sayles                                                                     | The Brother from Another Planet            | Estats Units             | [ 10 ]     |
| 1985 | Heiner Stadler                                                                  | King Kongs Faust                           | Alemanya                 | [ 11 ]     |
| 1986 | No es va concedir                                                               | -                                          | -                        |            |
| 1987 | Daniel Schmid Martin Suter                                                      | Jenatsch                                   | Suïssa                   | [ 12 ]     |
| 1988 | George A. Romero                                                                | Atracció diabòlica                         | Estats Units             | [ 13 ]     |
| 1988 | Hugh Leonard                                                                    | Da                                         | Estats Units             |            |
| 1989 | Mike Hodges                                                                     | Black Rainbow                              | Regne Unit               | [ 14 ]     |
| 1990 | Peter Fleischmann Jean-Claude Carrière                                          | El poder d'un déu                          | Alemanya/ Unió Soviètica | [ 15 ]     |
| 1991 | Samir i Martin Witz                                                             | Immer und Ewig                             | Suïssa                   | [ 16 ]     |
| 1992 | Quentin Tarantino                                                               | Reservoir Dogs                             | Estats Units             | [ 17 ]     |
| 1993 | Guillermo del Toro                                                              | Cronos                                     | Mèxic                    | [ 18 ]     |
| 1994 | Michael Haneke                                                                  | 71 Fragmente einer Chronologie des Zufalls | Alemanya                 | [ 19 ]     |
| 1995 | Eliseo Subiela                                                                  | No te mueras sin decirme adónde vas        | Argentina                | [ 20 ]     |
| 1996 | Elio Quiroga                                                                    | Fotos                                      | Espanya                  | [ 21 ]     |
| 1997 | Naomi Wallace                                                                   | Innocència rebel                           | Regne Unit               | [ 22 ]     |
| 1998 | Vincenzo Natali, André Bijelic i Graeme Manson                                  | Cube                                       | Canadà                   | [ 23 ]     |
| 1998 | Gaspar Noé                                                                      | Seul contre tous                           | França                   |            |
| 1999 | François Ozon                                                                   | Els amants criminals                       | França                   | [ 24 ]     |
| 2000 | Hiroshi Saitô                                                                   | Himitsu                                    | Japó                     | [ 25 ]     |
| 2001 | Richard Kelly                                                                   | Donnie Darko                               | Estats Units             | [ 26 ]     |
| 2002 | Lucky McKee                                                                     | May                                        | Estats Units             | [ 27 ]     |
| 2003 | Michael Haneke                                                                  | Le Temps du loup                           | França                   | [ 28 ]     |
| 2004 | Frank Cottrell Boyce                                                            | Code 46                                    | Regne Unit               | [ 29 ]     |
| 2005 | Brian Nelson                                                                    | Hard Candy                                 | Estats Units             | [ 30 ]     |
| 2006 | Sam Hamm                                                                        | Homecoming                                 | Estats Units             | [ 31 ]     |
| 2007 | Park Chan-wook Jeong Seo-kyeong                                                 | Sóc un cyborg                              | Corea del Sud            | [ 31 ]     |
| 2008 | Alexis Axiou                                                                    | Istorià 52                                 | Grècia                   | [ 32 ]     |
| 2009 | Nathan Parker                                                                   | Moon                                       | Regne Unit               | [ 33 ]     |
| 2010 | Nicolás Goldbart                                                                | Fase 7                                     | Argentina                | [ 34 ]     |
| 2011 | Jack Ketchum, Lucky McKee                                                       | The Woman                                  | Estats Units             | [ 35 ]     |
| 2012 | Alice Lowe, Steve Oram                                                          | Sightseers                                 | Regne Unit               | [ 36 ]     |
| 2013 | James Ward Byrkit                                                               | Coherence                                  | Estats Units             | [ 37 ]     |
| 2014 | Jake Paltrow                                                                    | Young Ones                                 | Regne Unit               | [ 38 ]     |
| 2015 | M. A. Fortin, Joshua John Miller                                                | The Final Girls                            | Estats Units             | [ 39 ]     |
| 2016 | Jeremy Slater                                                                   | Animal de companyia                        | Estats Units/ Espanya    | [ 40 ]     |
| 2017 | Joachim Trier, Eskil Vogt                                                       | Thelma                                     | Noruega                  | [ 41 ]     |
| 2018 | Quentin Dupieux                                                                 | Au poste !                                 | França                   | [ 42 ]     |
| 2019 | Mirrah Foulkes                                                                  | Judy & Punch                               | Austràlia                | [ 43 ]     |
| 2020 | Márk Bodzsár, Juli Jakab, István Tasnádi                                        | Drakulics elvtárs                          | Hongria                  | [ 44 ]     |
| 2021 | Camille Griffin                                                                 | Silent Night                               | Regne Unit               | [ 45 ]     |
| 2022 | Quentin Dupieux                                                                 | Fumer fait tousser Incroyable mais vrai    | França                   | [ 46 ]     |
| 2023 | Colin Cairnes, Cameron Cairnes                                                  | Late Night with the Devil                  | Austràlia                | [ 47 ]     |
| 2024 | Aaron Schimberg                                                                 | A Different Man                            | Estats Units             | [ 48 ]     |